# Gastrochilus
Gastrochilus ist eine Pflanzengattung innerhalb der Familie der Orchideen (Orchidaceae). Diese Epiphyten gedeihen entlang der Waldränder an Stämmen oder auf höher gelegenen Ästen in halbschattiger Position in subtropischen bis tropischen Gebieten Asiens.

## Beschreibung

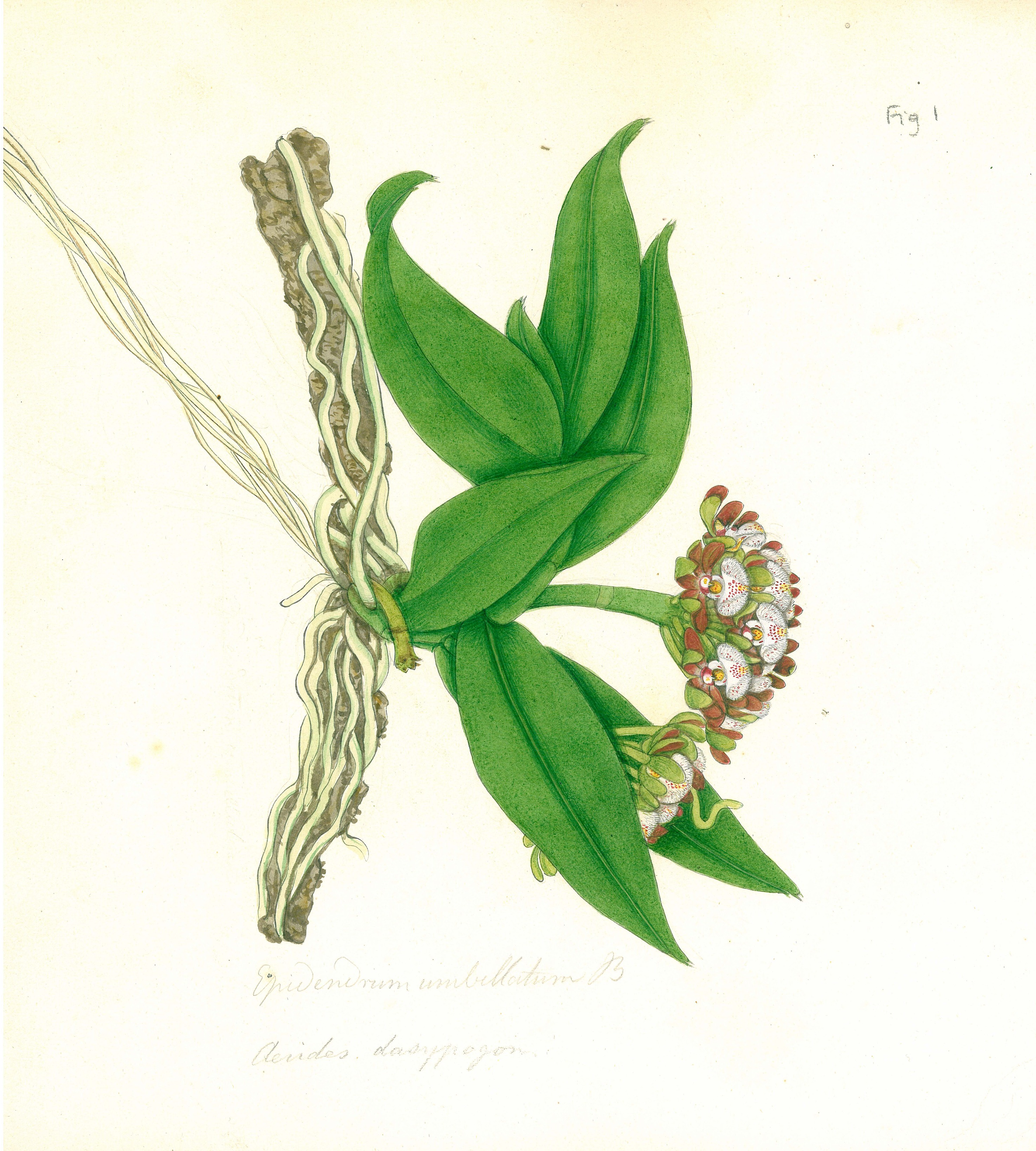
Illustration von Gastrochilus dasypogon von Francis Buchanan-Hamilton

Verbreitungsgebiet von Gastrochilus

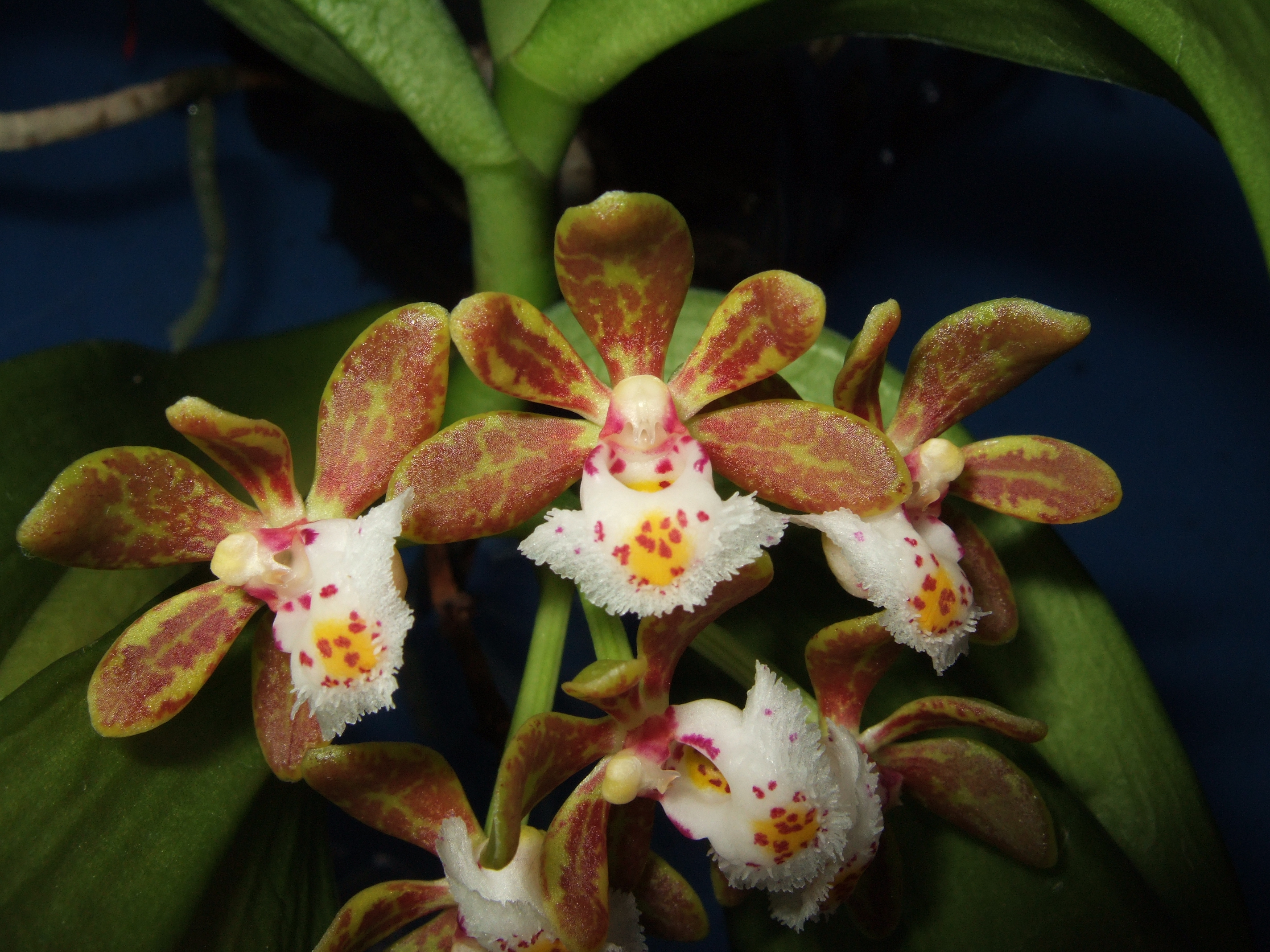
Gastrochilus acutifolius

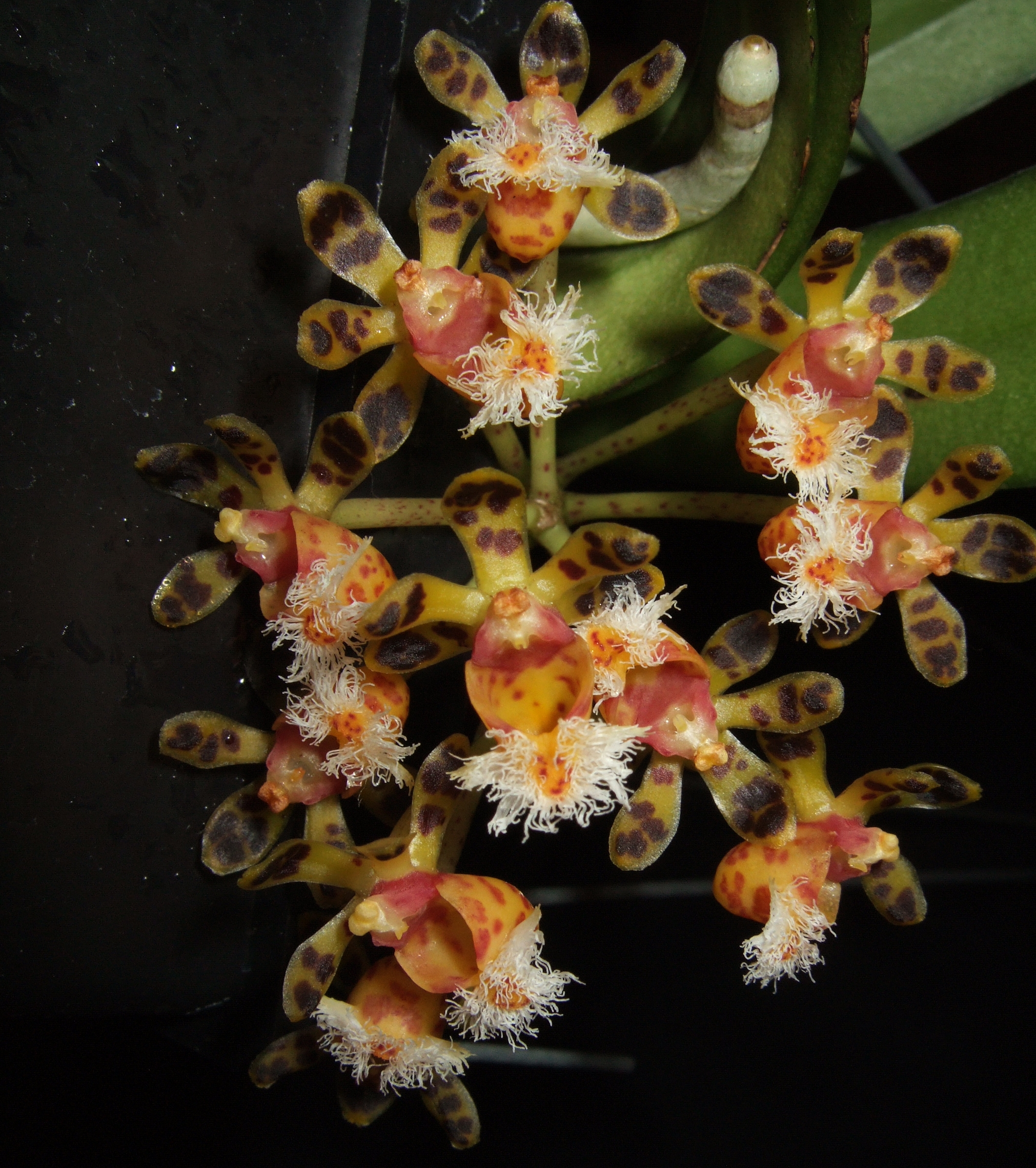
Gastrochilus calceolaris

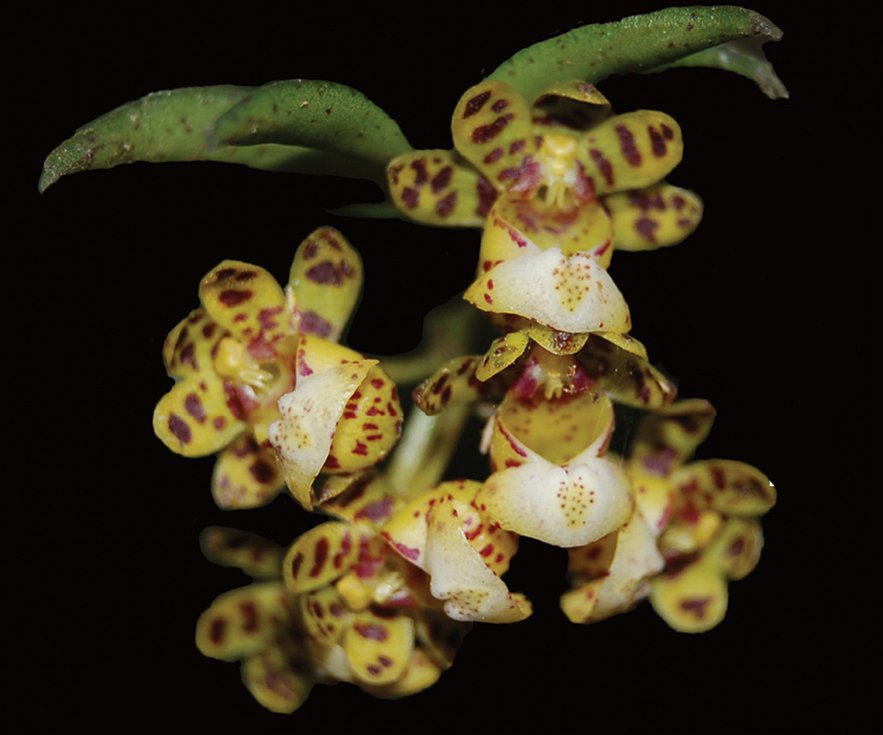
Gastrochilus distichus

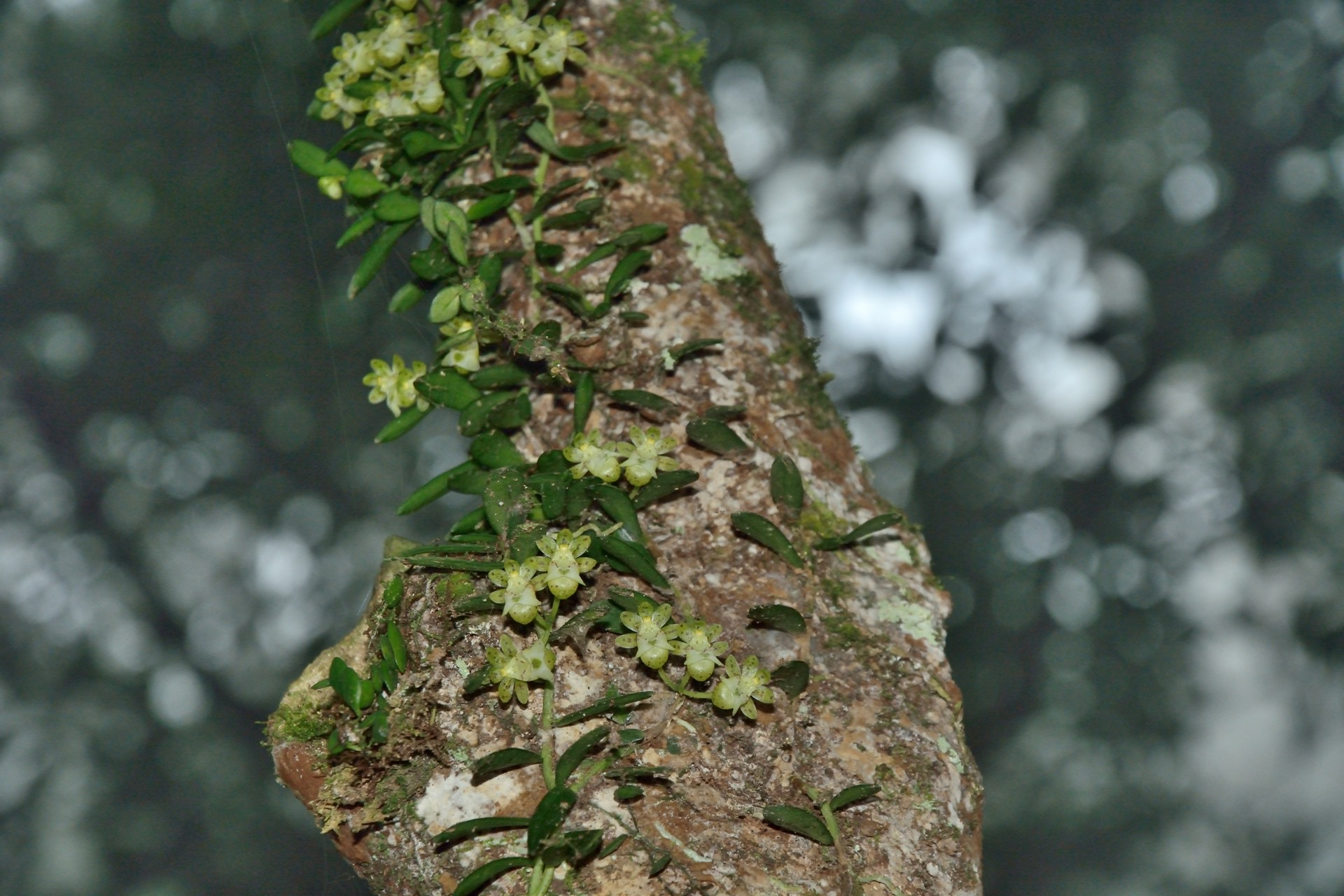
Gastrochilus formosanus

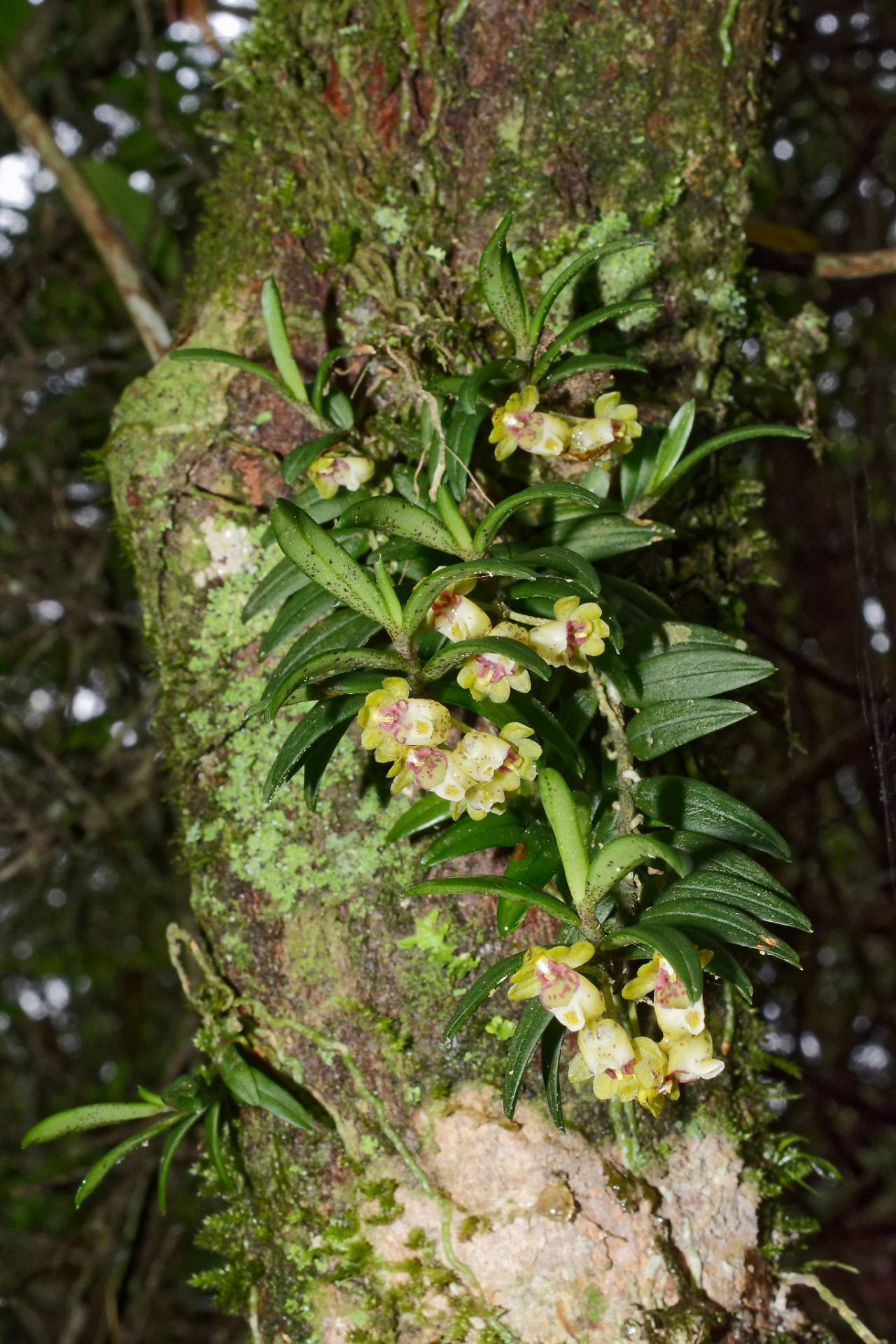
Gastrochilus fuscopunctatus

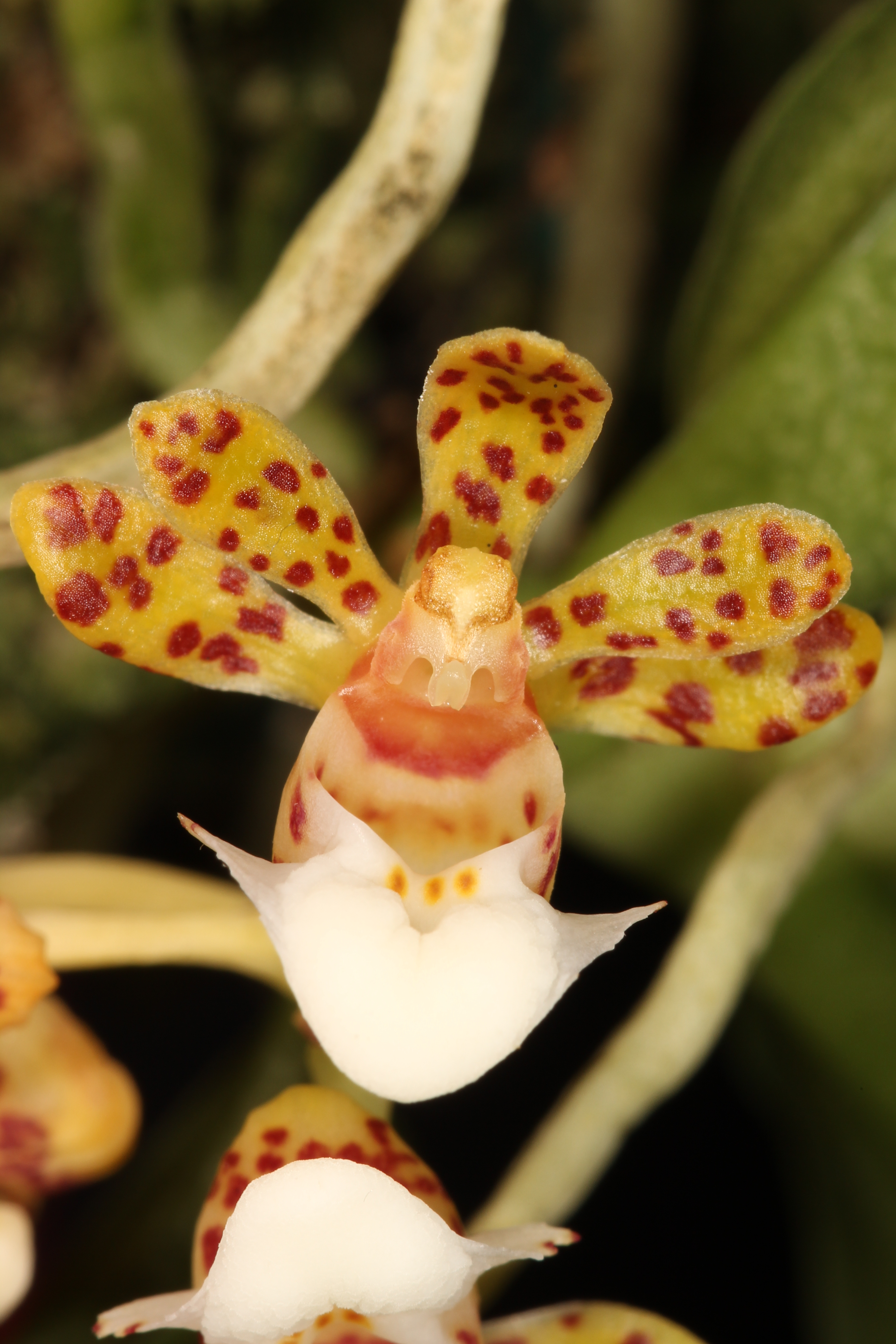
Gastrochilus hainanensis

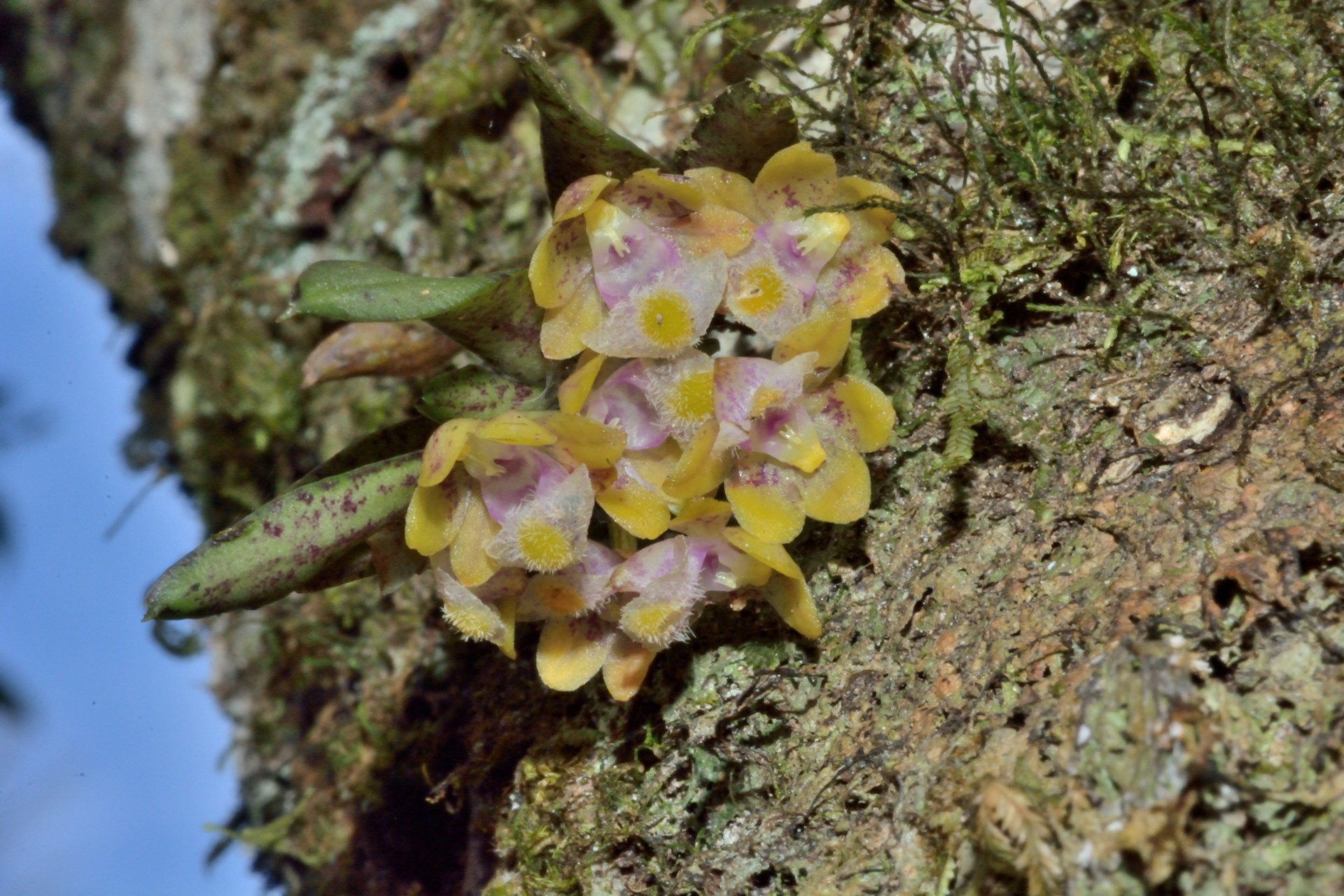
Gastrochilus matsudae

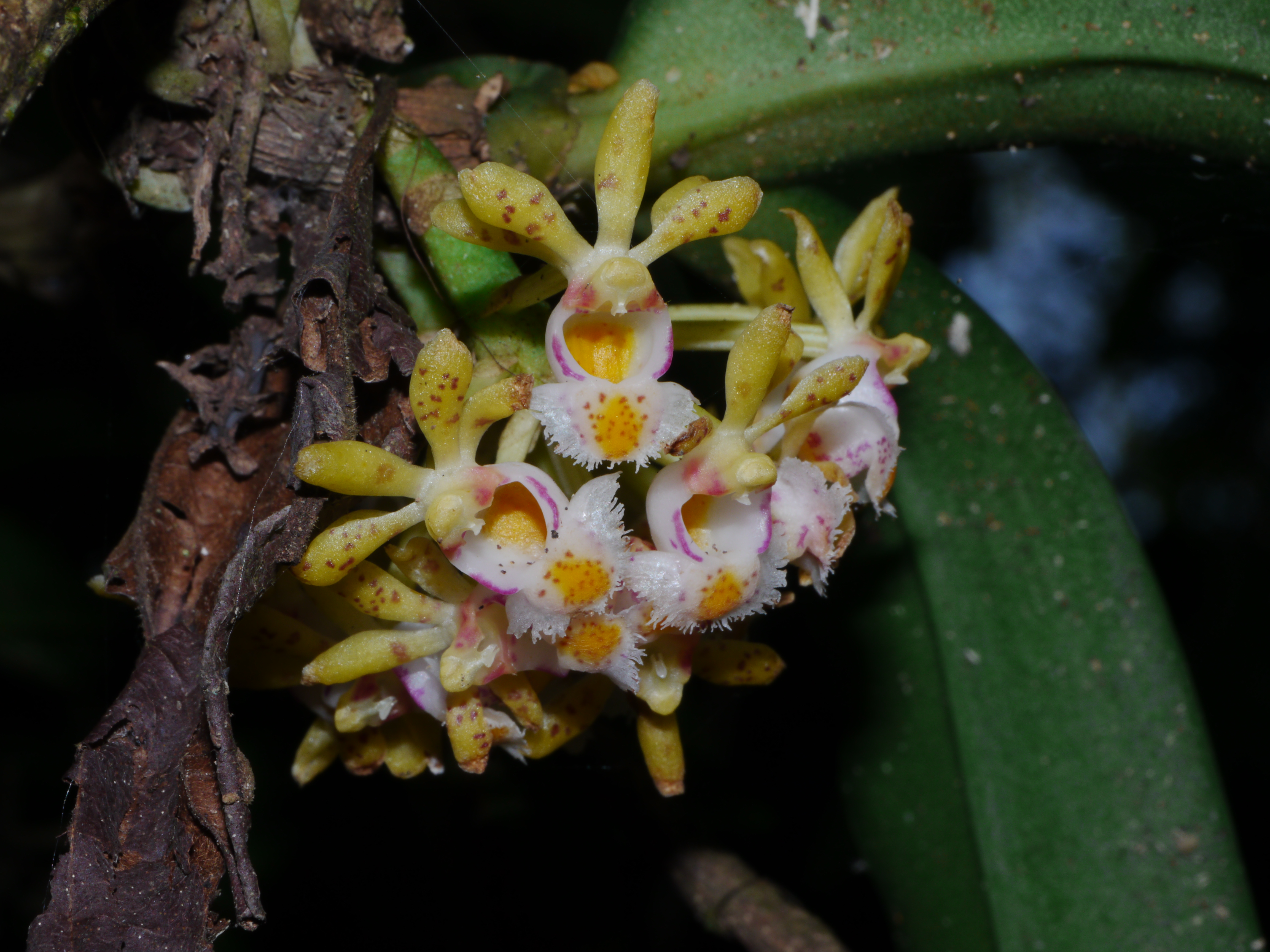
Gastrochilus obliquus

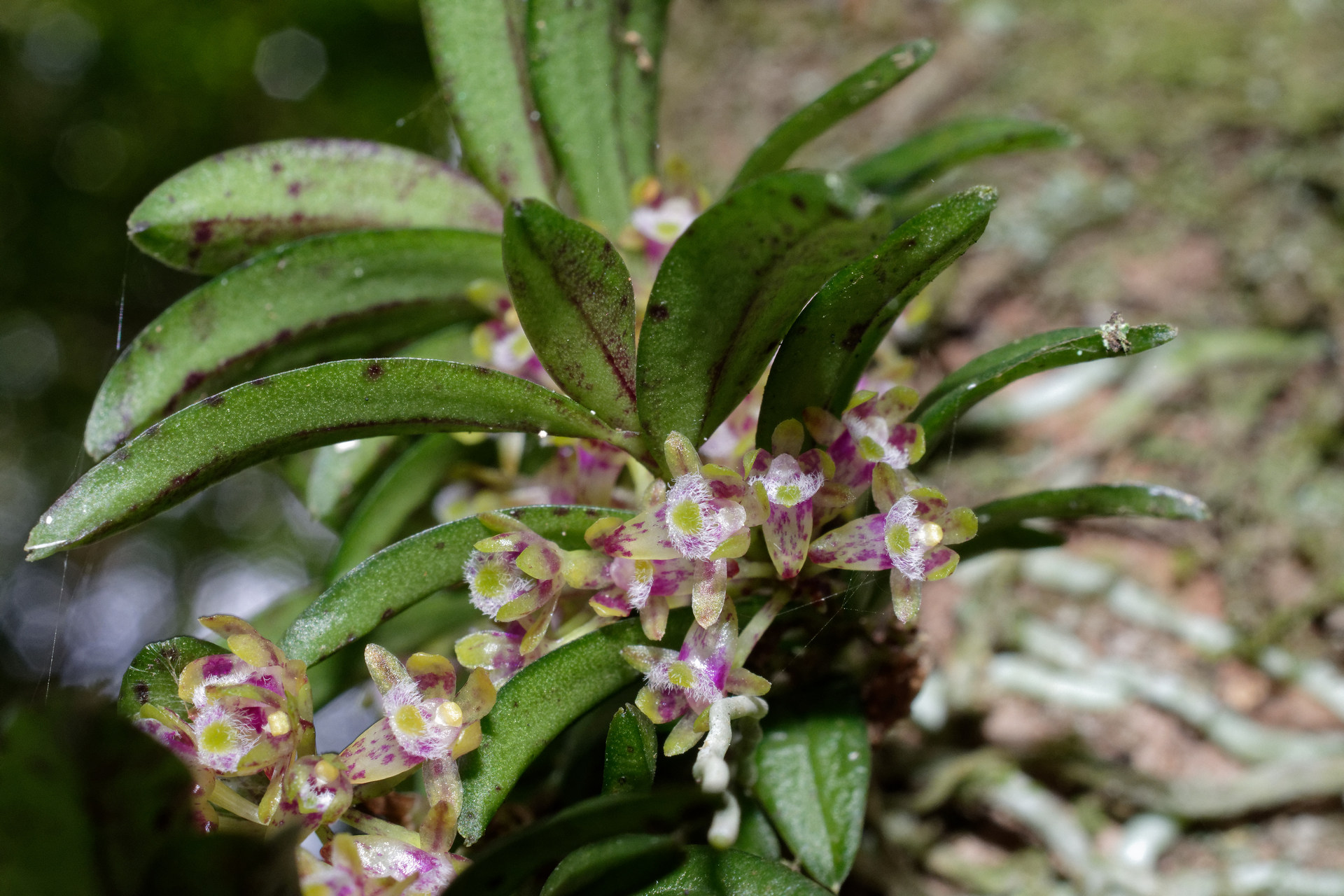
Gastrochilus raraensis

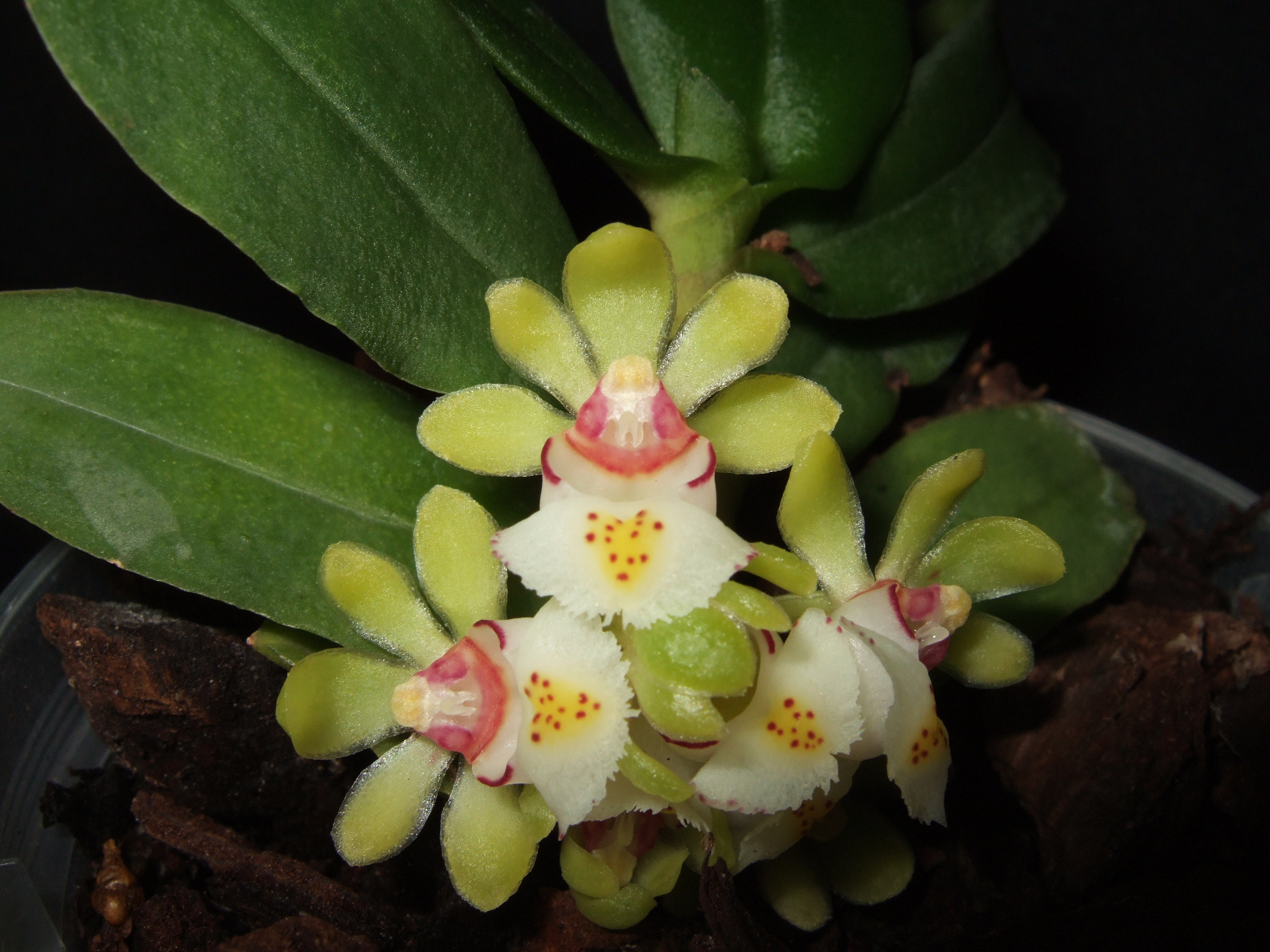
Gastrochilus somae

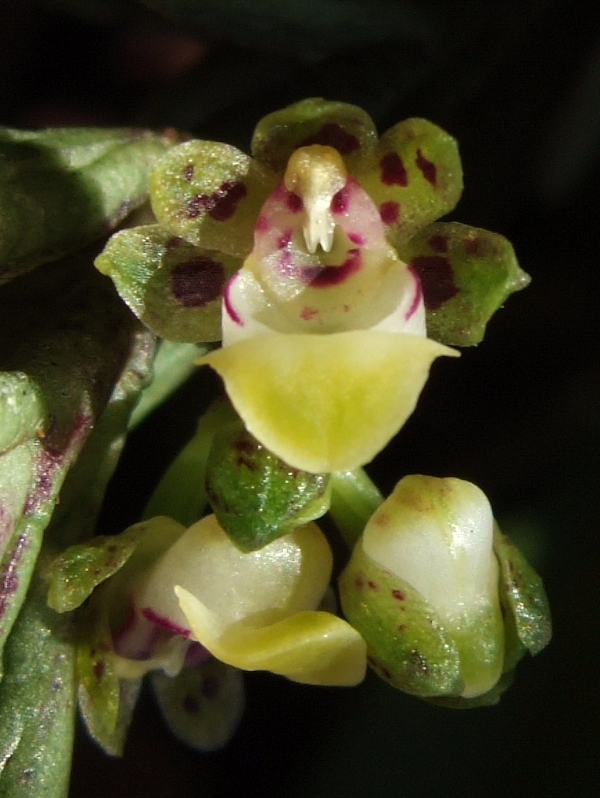
Gastrochilus pseudodistichus

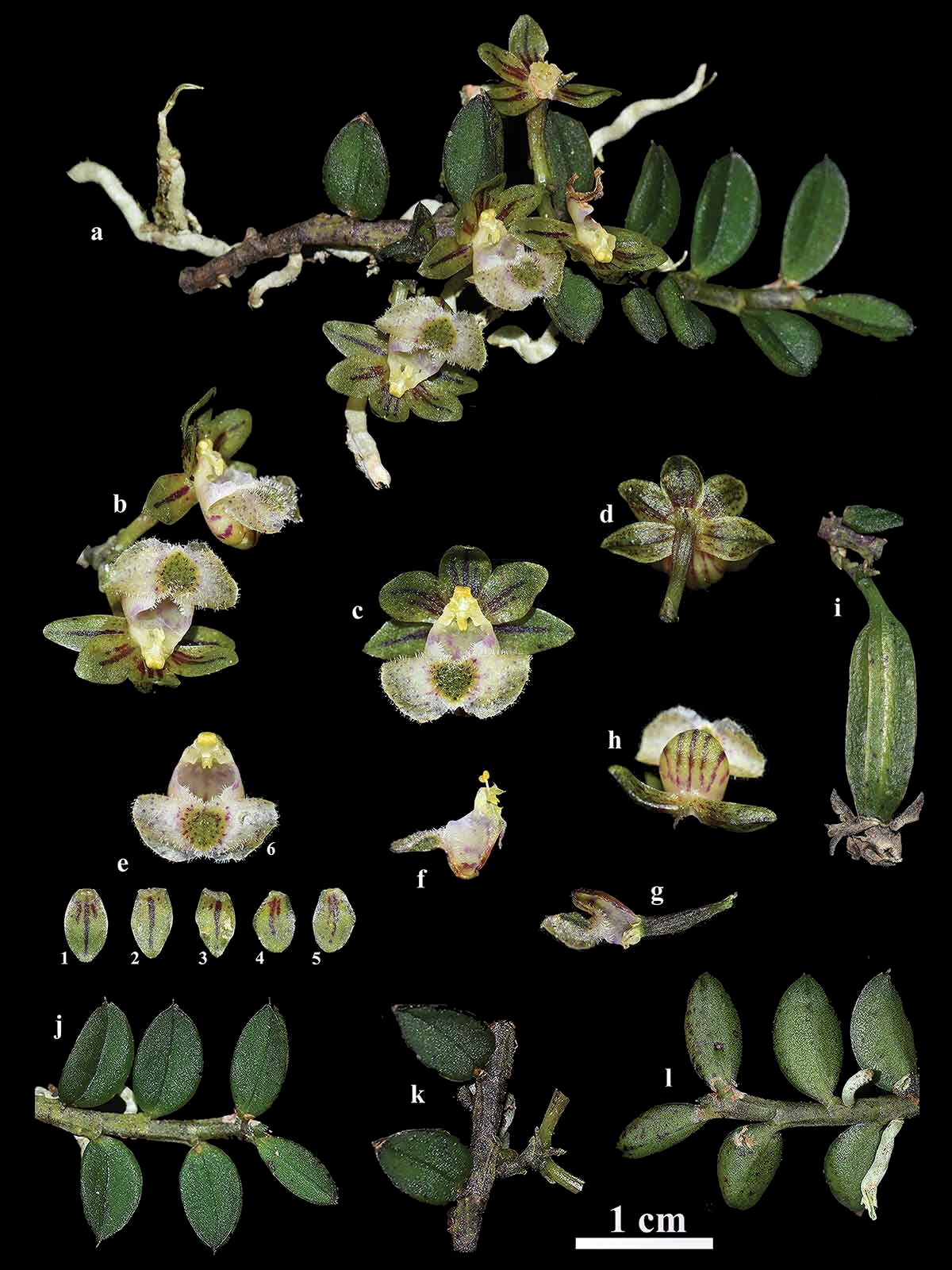
Gastrochilus wolongensis

### Habitus
Alle Arten der Gattung Gastrochilus sind ausdauernde krautige Pflanzen.
Die Unterschiede in der Form der monopodial wachsenden Sprossachse fallen in dieser Gattung besonders auf.

### Blätter
Die Gestalt und die Länge der Laubblätter sind in taxonomischer Hinsicht oft hilfreiche Eigenschaften um die Arten auf Sektions- oder Artebene eingrenzen zu können.
Die Blattspitzen können von völlig zugespitzt bis hin zu einer zweilappigen (engl. bilobate) Form variieren. Die Form der Laubblätter bleibt innerhalb einer Art jedoch unverändert.
Die Arten Gastrochilus calceolaris, Gastrochilus obliquus, Gastrochilus acaulis, Gastrochilus flabelliformis, Gastrochilus hainanensis, Gastrochilus bellinus und Gastrochilus pechei zeigen zweilappige Blattspitzen, wobei die Lappen von unterschiedlicher Größe sind.
Gastrochilus pechei, Gastrochilus linearifolius, Gastrochilus yunnanensis und Gastrochilus formosanus besitzen spitze oder zugespitzte Blattenden.
Bei manchen Arten kann auch die Färbung der Laubblätter ausschlaggebend sein. So sind die Ober- und Unterseiten von Gastrochilus matsuran, Gastrochilus toramanus und Gastrochilus nanus oft rot-violett gepunktet und rötlich entlang der Blattränder bei jungen Blättern. Diese Charakteristika erscheinen jedoch schwer im Gebrauch für die Abgrenzung von Arten innerhalb der Gattung.

### Blütenstände und Blüten
Der Blütenstand eines großen Teils der Arten der Gattung Gastrochilus ist durch eine gestauchte Blütenstandsachse gekennzeichnet. Gewöhnlich sind die Blüten in Schirmtrauben (Corymbus) oder in einer nach unten hängenden Dolde angeordnet. Jedoch bilden neben Gastrochilus platycalcaratus aus Burma und dem südlichen Yunnan weitere Arten von den Philippinen und aus Indonesien ganz eindeutig Blütentrauben.
Die zwittrigen Blüten sind zygomorph und dreizählig. Die Blütenhüllblätter sind nicht miteinander verwachsen. Die Lippe ist in ihrem unteren Teil mit der Säule verwachsen. Der Mittelteil ist schüsselförmig – daher auch der Gattungsname Gastrochilus: aus den altgriechisch Wörtern gaster für „Bauch“ und cheilos für „Lippe“. Der vordere Teil der Lippe ist häufig gefranst. Das Staubblatt enthält zwei porate Pollinien.

## Verbreitung
Das Verbreitungsgebiet der Gattung Gastrochilus umfasst einen großen Teil der tropischen und subtropischen Klimazonen Asiens. Es reicht von Garhwal im westlichen Himalayagebirge südwärts über Dekkan in Indien nach Sri Lanka, ostwärts nach Südchina, die Philippinen und nordwärts nach Südjapan, mit dem südlichen Honshū als die nördliche Ausbreitungsgrenze. (Die Verbreitungsgebiete der einzelnen Sektionen sind auf der Karte dargestellt.)

## Systematik und Verbreitung

### Taxonomie
Die Gattung Gastrochilus wurde 1825 durch den britischen Botaniker David Don auf Basis von Aerides calceolaris Sm. in Prodromus Florae Nepalensis, Seite 32 aufgestellt. Synonyme für Gastrochilus D.Don sind: Haraella Kudô, Luisiopsis C.S.Kumar & P.C.S.Kumar.

### Botanische Geschichte
Bei Lindley 1833 ist Gastrochilus ein Synonym von Saccolabium Blume. Die folgenden 80 Jahre folgten viele Taxonomen dieser Ansicht. Schlechter reaktivierte 1913 die Gattung Gastrochilus.
Im 20. Jahrhundert wurden die Arten der Gattung Gastrochilus aufgrund ihrer Sprossachse nach Tsi 1996 in drei Sektionen aufgeteilt.
- Sektion Caespitosi Z.H.Tsi: Der Stamm der Arten dieser Sektion ist immer kurz, dünn und aufrecht. Als Beispiele seien hier Gastrochilus xuanenensis und Gastrochilus rantabunensis genannt.
- Sektion Microphylli Bentham & Hook. f. Die Arten dieser Sektion zeichnen sich durch längliche, dünne, ausgestreckt-wurzelfassende oder hängende, manchmal verzweigte Sprossachse aus. Beispiele sind: Gastrochilus affinis, Gastrochilus pseudodistichus, Gastrochilus formosanus und Gastrochilus saccatus.
- Sektion Gastrochilus: Alle Arten besitzen eine relativ dicke Sprossachse unterschiedlicher Länge. Die Sprossachsen von Gastrochilus acutifolius und Gastrochilus yunnanensis sind in der Regel etwa 20 bis 30 Zentimeter lang, wohingegen die von Gastrochilus obliquus, Gastrochilus pechei und Gastrochilus hainanensis immer kurz und nur etwa 1 Zentimeter lang sind.

### Innere Systematik
Doch molekulargenetische Daten zeigen, dass die natürliche Verwandtschaft anders ist. Liu et al 2019 gliedern die Gattung Gastrochilus in fünf Sektionen, deren neue Sektionen nicht gültig veröffentlicht wurden. Bei Zhang et al 2024 sind es sechs Sektionen:
- Sektion Gastrochilus sect. Acinacifolii Q.Liu & J.Y.Gao ex JunY.Zhang & H.He: Sie enthält 2024 zwölf Arten.[5]
- Sektion Gastrochilus sect. Brachycaules Q.Liu & J.Y.Gao ex JunY.Zhang & H.He: Sie enthält 2024 zehn Arten.[5]
- Sektion Gastrochilus sect. Caespitosi Z.H.Tsi: Sie enthält 2024 22 Arten.[5]
- Sektion Gastrochilus sect. Gastrochilus: Sie enthält 2024 elf Arten.[5]
- Sektion Gastrochilus sect. Microphyllae (Benth. & Hook. f.) Z.H.Tsi: Sie enthält 2024 zwölf Arten.[5]
- Sektion Gastrochilus sect. Pseudodistichii Y.Zhang & H.He: Sie wurde 2024 aufgestellt. Sie enthält 2024 sechs Arten.[5]

### Arten und ihre Verbreitung
Die Gattung Gastrochilus umfasst je nach Autor seit 2024 73 bis 77 Arten:
- Gastrochilus acaulis (Lindl.) Kuntze: Sie kommt in Indien sowie Sri Lanka vor.[3]
- Gastrochilus acinacifolius Z.H.Tsi: Dieser Endemit kommt in Höhenlagen von etwa 1000 Metern nur in der chineschen Provinz und Insel Hainan vor.[3][7]
- Gastrochilus affinis (King & Pantl.) Schltr.: Sie kommt im westlichen-zentralen sowie östlichen Himalaja und nordwestlichen Yunnan vor.[3]
- Gastrochilus alatus X.H.Jin & S.C.Chen: Sie wurde 2007 aus dem westlichen Yunnan erstbeschrieben.[3]
- Gastrochilus armeniacus JunY.Zhang, B.Xu & YueH.Cheng: Sie wurde 2024 aus Wenchuan in der Provinz Sichuan erstbeschrieben.[5]
- Gastrochilus arunachalensis A.N.Rao: Sie kommt nur im indischen Bundesstaat Arunachal Pradesh vor.[3]
- Gastrochilus bellinus (Rchb. f.) Kuntze: Sie kommt in Myanmar, Thailand, nördlichen Vietnam und im südlichen Yunnan vor.[3][7]
- Gastrochilus brevifimbriatus S.R.Yi: Sie wurde 2010 aus Chongqing erstbeschrieben.[3][7]
- Gastrochilus calceolaris (Buch.-Ham. ex Sm.) D.Don (Syn.: Aerides calceolaris Buch.-Ham. ex Sm.): Nepal bis Hainan und westliches Malesien.[3][7]
- Gastrochilus changjiangensis Q.Liu & M.Z.Huang: Sie wurde 2019 aus Hainan erstbeschrieben.[3]
- Gastrochilus ciliaris Maek: Sie kommt in Japan und im zentralen Taiwan.[3][7]
- Gastrochilus corymbosus A.P.Das & Chanda: Östlicher Himalaja.[3]
- Gastrochilus dasypogon (Sm.) Kuntze: Nepal bis Indochina.[3]
- Gastrochilus deltoglossus T.C.Hsu, S.IHsieh, J.H.Wu & H.C.Hung: Sie wurde 2018 aus Taiwan erstbeschrieben.[3]
- Gastrochilus deminutus J.M.H.Shaw: Sie wurde 2014 aus Thailand erstbeschrieben.[3]
- Gastrochilus distichus (Lindl.) Kuntze: Sie kommt in Assam, Bhutan, Nepal. im südöstlichen Tibet und im westlichen Yunnan vor.[3][7]
- Gastrochilus dressleri Vuong, Aver. & V.S.Dang: Sie wurde 2021 aus Vietnam erstbeschrieben.[3]
- Gastrochilus dulongjiangensis Q.Liu & J.Y.Gao: Sie wurde 2018 aus Yunnan erstbeschrieben.[3]
- Gastrochilus fargesii (Kraenzl.) Schltr.: Sie kommt in den chinesischen Provinzen nördliches Chongqing, westliches Sichuan sowie südöstliches Yunnan vor.[3][7]
- Gastrochilus flabelliformis (Blatt. & McCann) C.J.Saldanha: Westliches Indien.[3]
- Gastrochilus formosanus (Hayata) Hayata: Sie kommt in den chinesischen Provinzen südliches Shaanxi, westliches Hubei sowie nördliches Fujian und in Taiwan vor.[3][7]
- Gastrochilus fuscopunctatus (Hayata) Hayata: Sie kommt in Taiwan,[7] Yunnan und Vietnam vor.[3]
- Gastrochilus gongshanensis Z.H.Tsi: Sie wurde 1996 aus dem nordwestlichen Yunnan erstbeschrieben.[3][7]
- Gastrochilus guangtungensis Z.H.Tsi: Sie wurde 1996 erstbeschrieben und kommt in den chinesischen Provinzen südwestliches Yunnan sowie nördliches Guangdong vor.[3][7]
- Gastrochilus guanwuensis S.S.Ying: Sie wurde 2023 aus Taiwan erstbeschrieben.[3]
- Gastrochilus hainanensis Z.H.Tsi: Sie kommt in Thailand, Vietnam und im zentralen Hainan vor.[3][7]
- Gastrochilus hoi T.P.Lin: Taiwan.[7][3]
- Gastrochilus ×hsuehshanensis T.P.Lin & S.K.Yu = Gastrochilus formosanus × Gastrochilus rantabunensis: Sie wurde 2019 aus dem zentralen Taiwan erstbeschrieben.[3]
- Gastrochilus intermedius (Griff. ex Lindl.) Kuntze: Sie kommt in Assam, Thailand, Vietnam und im südöstlichen Sichuan vor.[7][3]
- Gastrochilus japonicus (Makino) Schltr.: Sie kommt in Hongkong, Taiwan und auf den japanischen Nansei-shoto sowie Ryūkyū-Inseln vor.[7][3]
- Gastrochilus kadooriei Kumar, S.W.Gale, Kocyan, G.A.Fisch. & Aver.: Sie wurde 2014 aus Hongkong, Laos, Vietnam erstbeschrieben.[3]
- Gastrochilus linearifolius Z.H.Tsi & Garay:[3] Sie kommt nur in Sikkim und im südöstlichen Tibet vor.[7]
- Gastrochilus linii Ormerod: Sie wurde 2002 aus Taiwan erstbeschrieben.[3][7]
- Gastrochilus linzhiensis M.K.Li, Y.Luo & Z.Xing: Sie wurde 2023 aus dem südöstlichen Tibet erstbeschrieben.[3]
- Gastrochilus malipoensis X.H.Jin & S.C.Chen: Sie wurde 2007 aus dem südöstlichen Yunnan erstbeschrieben.[3]
- Gastrochilus matsudae Hayata: Dieser Endemit gedeiht in Höhenlagen von etwa 1000 Metern nur im südlichen Taiwan.[3][7]
- Gastrochilus matsuran (Makino) Schltr.: Korea und Japan.[3]
- Gastrochilus menglaensis Q.Liu, Jian W.Li & X.H.Jin: Sie wurde 2023 aus dem südöstlichen Yunnan sowie Laos erstbeschrieben.[3]
- Gastrochilus minjiangensis JunY.Zhang, B.Xu & YueH.Cheng: Sie wurde 2024 aus Wenchuan in der Provinz Sichuan erstbeschrieben.[5]
- Gastrochilus minutiflorus Aver.: Sie wurde 1997 aus dem nördlichen Vietnam erstbeschrieben.[3]
- Gastrochilus nanchuanensis Z.H.Tsi: Sie wurde 1996 aus Nanchuan in der chinesischen Provinz Chongqing erstbeschrieben.[3][7]
- Gastrochilus nanus Z.H.Tsi:[3] Dieser Endemit gedeiht in Höhenlagen von etwa 1000 Metern nur im nordöstlichen Guizhou.[7]
- Gastrochilus obliquus (Lindl.) Kuntze: Sie kommt vom Himalaja bis China und Indochina vor.[3][7]
- Gastrochilus pankajkumarii Aver.Vuong & V.C.Nguyen: Sie wurde 2022 aus Vietnam erstbeschrieben.[3]
- Gastrochilus patinatus (Ridl.) Schltr.: Malaysia, Sumatra, Borneo.[3]
- Gastrochilus pearcei Ormerod & C.S.Kumar: Sie wurde 2020 aus Bhutan erstbeschrieben.[3]
- Gastrochilus pechei (Rchb. f.) Kuntze: Myanmar.[3]
- Gastrochilus platycalcaratus (Rolfe) Schltr.:[3] Sie kommt in Myanmar, Thailand und im südlichen Yunnan vor.[7]
- Gastrochilus prionophyllus H.Jiang, D.P.Ye & Q.Liu: Sie wurde 2019 aus Yunnan erstbeschrieben.[3]
- Gastrochilus pseudocalceolaris S.Dey, L.Phom, Av.Bhattacharjee, Moaakum & K.Eshuo: Sie wurde 2022 aus Nagaland in Assam erstbeschrieben.[3]
- Gastrochilus pseudodistichus (King & Pantl.) Schltr.:[3] Sie kommt im nordöstlichen Indien, Bhutan, nördlichen Thailand, nördlichen Vietnam und im südöstlichen bis westlichen Yunnan vor.[7]
- Gastrochilus rantabunensis C. Chow ex T.P.Lin: Sie kommt im südlichen Hunan und zentralen Taiwan.[3][7]
- Gastrochilus raraensis Fukuy.:[3] Sie gedeiht in Höhenlagen von 1500 bis 2200 Metern in Taiwan.[7]
- Gastrochilus retrocallus (Hayata) Hayata (Syn.: Haraella retrocalla (Hayata) Kudô): Taiwan und Nansei-Inseln.[3]
- Gastrochilus rutilans Seidenf.: Arunachal Pradesh bis Thailand.[3]
- Gastrochilus saccatus Z.H.Tsi: Sie wurde 1996 aus Yunnan erstbeschrieben.[3][7]
- Gastrochilus sessanicus A.N.Rao: Sie wurde 1997 aus Arunachal Pradesh erstbeschrieben.[3]
- Gastrochilus setosus Aver. & Vuong: Sie wurde 2018 Vietnam erstbeschrieben.[3]
- Gastrochilus simplicilabius Aver.: Sie wurde 1997 aus Vietnam erstbeschrieben.[3]
- Gastrochilus sinensis Z.H.Tsi:[3] Sie gedeiht in Höhenlagen von 800 bis 3200 Metern in den chinesischen Provinzen nördliches Fujian, nordöstliches Guizhou, nordwestliches Yunnan sowie nordwestliches Zhejiang.[7]
- Gastrochilus somae (Hayata) Hayata: Taiwan.[3]
- Gastrochilus sonamii Lucksom: Sie wurde 2003 aus Sikkim bis Darjeeling erstbeschrieben.[3]
- Gastrochilus sororius Schltr.: Philippinen, Sumatra, Borneo, Java, Sulawesi.[3]
- Gastrochilus subpapillosus Z.H.Tsi: Sie wurde 1996 aus dem südlichen Yunnan erstbeschrieben.[3][7]
- Gastrochilus sumatranus J.J.Sm.: Sumatra, Java, Borneo.[3]
- Gastrochilus sukhakulii Seidenf.: Sie wurde 1995 aus Thailand erstbeschrieben.[3]
- Gastrochilus sutepensis (Rolfe ex Downie) Seidenf. & Smitinand: Thailand.[3]
- Gastrochilus tianbaoensis Q.Liu & Y.H.Tan: Sie wurde 2016 aus dem südlichen Yunnan erstbeschrieben.[3]
- Gastrochilus toramanus (Makino) Schltr.: Japan und Taiwan.[3]
- Gastrochilus tsii Q.Liu, D.P.Ye & X.H.Jin: Sie wurde 2023 aus Darjiling sowie Yunnan erstbeschrieben.[3]
- Gastrochilus wenshanensis Q.Liu, D.P.Ye & X.H.Jin: Sie wurde 2023 aus Yunnan erstbeschrieben.[3]
- Gastrochilus wolongensis Jun Y.Zhang, Bo Xu & Yue H.Cheng: Sie wurde 2022 aus Sichuan erstbeschrieben.[3]
- Gastrochilus xizangensis W.S.Chen, M.Lei & Xi L.Wang: Sie wurde 2022 aus dem südöstlichen Tibet erstbeschrieben.[3]
- Gastrochilus xuanenensis Z.H.Tsi:[3] Sie gedeiht in Höhenlagen von 500 bis 700 Metern in den chinesischen Provinzen südwestliches Hubei sowie nordöstliches Guizhou vor.[7]
- Gastrochilus yehii S.I Hsieh, C.T.Lee & J.H.Wu: Sie wurde 2023 aus Taiwan erstbeschrieben.[3]
- Gastrochilus yei Jian W.Li & X.H.Jin: Sie wurde 2021 aus Sikkim sowie Yunnan erstbeschrieben.[3]
- Gastrochilus yunnanensis Schltr.:[3] Sie kommt in Bangladesch, im nördlichen Thailand, nördlichen Vietnam und im südlichen Yunnan vor.[7]
- Gastrochilus yunlongensis W.H.Rao, L.J.Chen & Z.J.Liu: Sie wurde 2019 aus Yunnan erstbeschrieben.[3]
- Gastrochilus zhenyuanensis Q.Liu & D.P.Ye: Sie wurde 2019 aus Yunnan erstbeschrieben.[3]

### Intergenerische Hybriden
Folgende intergenerische Hybriden mit Gastrochilus werden bei der Royal Horticultural Society in der Liste der Gattungen mit Angabe der Komponenten gelistet:
- ×Gastisia (Gastrochilus × Luisia)
- ×Gastisocalpa (Gastrochilus × Luisia × Pomatocalpa)
- ×Gastrochiloglottis (Gastrochilus × Trichoglottis)
- ×Gastrosarcochilus (Gastrochilus × Sarcochilus)
- ×Gastrostoma (Gastrochilus × Cleisostoma)
- ×Gastrothera (Gastrochilus × Renanthera)
- ×Pelachilus (Gastrochilus × Pelatantheria)